# شهرستان مونتگومری (جورجیا)
شهرستان مونتگومری، جورجیا (به انگلیسی: Montgomery County, Georgia) یک سکونتگاه مسکونی در ایالات متحده آمریکا است که در جورجیا واقع شده‌است.